# Philépitte souimanga
Neodrepanis coruscans
Espèce
Statut de conservation UICN

 LC  : Préoccupation mineure
Le Philépitte souimanga (Neodrepanis coruscans) est une espèce de passereaux appartenant à la famille des Philepittidae.

## Liens externes

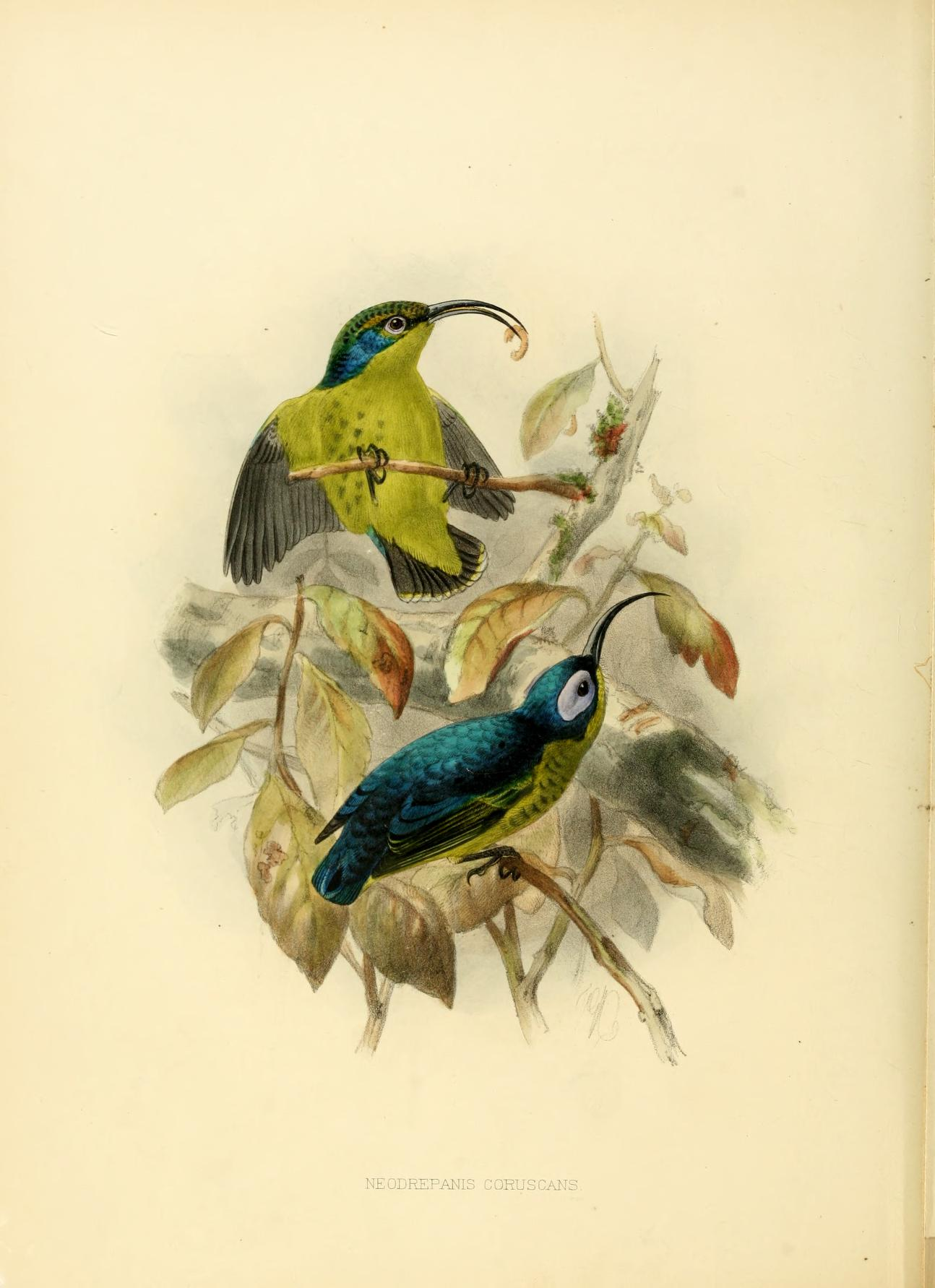